# 芋棒

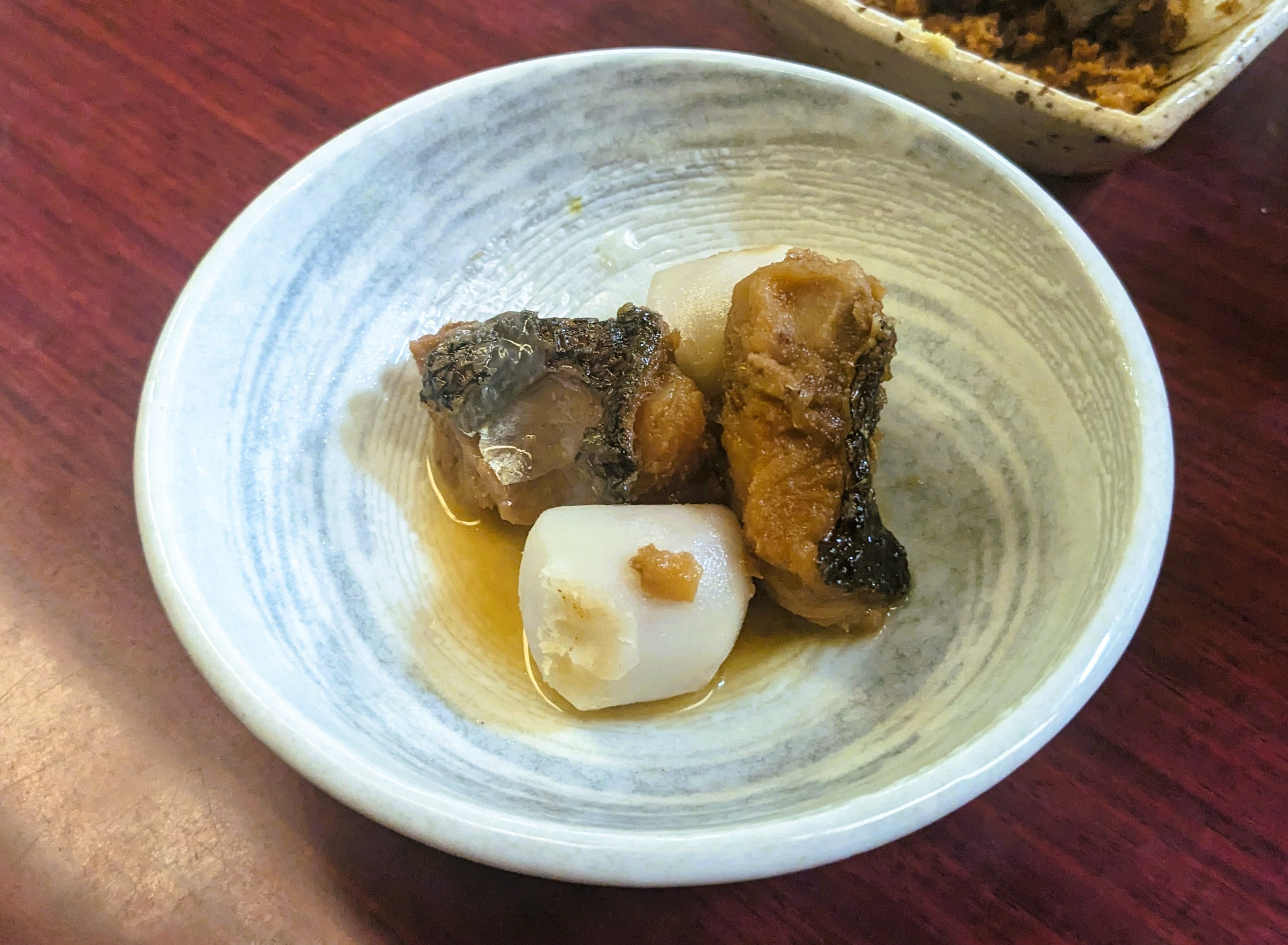
芋棒の例（京都市）

芋棒（いもぼう）とは、京料理のひとつ。京都の伝統料理。「えびいもと棒だらの炊いたん」とも言う。

## 概要
京都の伝統野菜である海老芋と、北海道産の棒鱈を一緒に炊き上げてつくる郷土料理である。海老芋は里芋の一種で、江戸時代中期に九州で作られていた唐芋（とうのいも）を京都に持ち込んだのが始まり。上等品のため、倹約を旨とする商家などでは正月など特別な機会のみに使った。また、棒鱈は真鱈を干したもので、宮中への献上品であった。芋棒は旬の食材を組み合わせ、双方の良いところを引き立たせ合う「であいもん」の代表的な料理である。

## 作り方
ぶつ切りにした棒ダラをだし汁、もしくは米のとぎ汁で柔らかく戻し、食べやすい大きさにカットした海老芋を一緒に入れて煮込む。海老芋が柔らかくなったら、具材を取り出し、煮汁をさらに煮詰めて海老芋と棒ダラにかける。最後に、香りづけとして千切りにした柚子を散らして食べる。